# Mito de carga del celular al llamar a emergencias
El mito de carga del celular al llamar a emergencias es una leyenda urbana que afirma que si un teléfono móvil tiene un nivel bajo de batería, marcar a cualquier número de teléfono de emergencia regional carga el teléfono parcial o completamente. El mito fue originado en el Reino Unido, donde el número de emergencias es el 999.
Este mito fue desmentido públicamente por varias fuerzas policiales británicas que citaron los peligros de realizar llamadas falsas de emergencia.

## Orígenes de la creencia
La creencia se sostenía en una característica de los teléfonos de la marca BlackBerry, ya que, si el nivel de la batería era demasiado bajo, el teléfono automáticamente bloqueaba las funciones del teléfono e inhabilitaba las llamadas excepto a los servicios de emergencia. Los usuarios descubrieron que si marcaban a estos números y colgaban inmediatamente, anulaban el bloqueo durante varios minutos para poder continuar realizando llamadas telefónicas. Los orígenes de esta creencia suelen relacionarse con los foros de BlackBerry alrededor de 2012.
En 2015 surgió una creencia relacionada de que decirle a Siri en un iPhone «Carga mi celular al 100%» haría que el teléfono llamara automáticamente a los servicios de emergencia como un código de seguridad secreto. Posteriormente se atribuyó esto a una falla en la programación de IOS que se solucionó al día siguiente después de darse a conocer. El mito continuó difundiéndose en las redes sociales como una broma.

## Respuesta policíaca
En 2013, la policía de Derbyshire emitió un comunicado de prensa en el que se advirtió a la población a no creer en dicho mito. Afirmaron que por cada llamada falsa e inecesaria al número de emergencia, los operadores deben devolver la llamada a la persona para comprobar que no haya una emergencia real,lo que provoca una pérdida de tiempo a la policía y potencialmente bloquear las respuestas a emergencias reales. La policía de Bedfordshire también publicó información solicitando a las población a no llamar al número de emergencias excepto en caso de emergencia, ya que, en la última mitad de 2013, tuvieron un aumento en las llamadas falsas a emergencias debido a la creencia en la leyenda urbana. Otras fuentes complementaron estos comunicados de prensa afirmando que el uso inadecuado del número de emergencias es ilegal. También advirtieron que las autoridades podrían cortar los teléfonos que abusaran del servicio de emergencias.